# Passo di San Chiaffredo
Il passo di San Chiaffredo è un valico non carrozzabile che unisce la Valle Varaita alla Valle Po, collegando i comuni di Pontechianale e Oncino.
Si trova sullo spartiacque principale tra la Valle Varaita e la Valle Po, ad una quota di 2764 metri. Chiude a monte il Vallone delle Giargiatte.

## Accesso
Il colle può essere raggiunto a piedi:
- da Pontechianale, mediante il sentiero U10 (circa 3.30 h)
- dal Rifugio Quintino Sella al Monviso, mediante il sentiero U10 (circa 1.30 h)
- dal Rifugio Alpetto, mediante il sentiero V7 (circa 2 h)
- dal Rifugio Bagnour, mediante il sentiero U8 (circa 3 h)

Il valico si trova sul percorso classico del Giro di Viso. È inoltre il punto di partenza della via normale di salita a diverse cime:
- Punta Malta (2995 m)
- Punta Trento (2970 m)
- Punta Dante (3166 m)
- Cima di Costarossa (3040 m)
- Punta Michelis (3154 m)